# Bouère
Bouère ist eine französische Gemeinde mit 1066 Einwohnern (Stand 1. Januar 2022) im Département Mayenne in der Region Pays de la Loire in Frankreich. Einwohner der Gemeinde werden Bouerillonnes genannt. Die Gemeinde gehört zum Kanton Meslay-du-Maine im Arrondissement Château-Gontier.

## Einwohnerentwicklung
| Jahr      | 1962 | 1968 | 1975 | 1982 | 1990 | 1999 | 2006 | 2019 |
| Einwohner | 993  | 1149 | 1030 | 911  | 857  | 907  | 930  | 1065 |

## Sehenswürdigkeiten
- Romanische Kirche Saint-Cyr und Saint-Julitte (11./12. Jahrhundert, wiederhergestellt im 19. Jahrhundert)
- Kommunaler Friedhof
- Votivkapelle des Freux, 1871
- Schloss Bois-Jourdan, 16./17. Jahrhundert
- Schloss des Vézousière, 18. Jahrhundert
- Schloss Rochers, 19. Jahrhundert
- Schloss des Sevaudière, 19. Jahrhundert
- Schloss Daviers, 19. Jahrhundert

## Persönlichkeiten
- Urbain Grandier (1590–1634), französischer katholischer Priester, wegen Hexerei verurteilt und verbrannt